# Jiang Yiting
Jiang Yiting (Putian, 1 de agosto de 2004) é uma atiradora esportiva chinesa.

## Carreira
Jiang competiu no skeet feminino individual e no evento de skeet feminino por equipes dos Jogos Asiáticos de 2022, onde ganhou a medalha de ouro e prata nesses respectivos eventos.
Nos Jogos Olímpicos de Verão de 2024, em Paris, conquistou a medalha de bronze na competição do skeet misto por equipes, ao lado de Lyu Jianlin.